# Mike Scaccia
Michael Ralph « Mike » Scaccia, né le 14 juillet 1965 à Babylon, dans l’État de New York – mort le 22 décembre 2012 à Fort Worth, au Texas, est un musicien et guitariste de heavy metal américain. Il était connu pour s'être produit au sein de groupes de metal comme Ministry, Revolting Cocks et Rigor Mortis.

## Biographie
Mike Scaccia joue d'abord au sein du groupe de thrash metal Rigor Mortis, dont il est le fondateur. En 1989, il est remarqué par Al Jourgensen qui lui propose d'accompagner le groupe Ministry durant sa tournée The Mind is a Terrible Thing to Taste (1989-1990). Par la suite, Scaccia intègre définitivement le groupe et quitte Rigor Mortis en 1991. L'année suivante, il participe à l'enregistrement de l'album Psalm 69, le plus grand succès commercial de Ministry.
Mike Scaccia interrompt sa collaboration avec Ministry peu de temps après l'enregistrement de l'album Filth Pig. Il revient au sein du groupe de 2003 à 2006 et participe à l'enregistrement de Relapse, sorti en 2012.
Le 22 décembre 2012, alors qu'il se produit à Fort Worth au Texas pour célébrer les 50 ans de Bruce Corbitt, chanteur de Rigor Mortis, Mike Scaccia s'écroule sur scène, victime d'un infarctus. Son décès est prononcé à son arrivée à l'hôpital.